# أحمد ياسر عبد الوهاب
أحمد ياسر عبد الوهاب (مواليد 18 يونيو 2001) هو لاعب كرة سلة مصري يلعب في مركز لاعب هجوم صغير الجسم في نادي الزمالك.